# Siergiej Bobrowski
Siergiej Andriejewicz Bobrowski, ros. Сергей Андреевич Бобровский (ur. 20 września 1988 w Nowokuźniecku) – rosyjski hokeista, reprezentant Rosji, olimpijczyk.

## Kariera
- Mietałłurg 2 Nowokuźnieck (2004-2007)
- Mietałłurg Nowokuźnieck (2007-2010)
- Kuznieckie Miedwiedi Nowokuźnieck (2009-2010)
- Philadelphia Flyers (2010-2012)
- Columbus Blue Jackets (2012-2019)
  -  SKA Sankt Petersburg (2012-2013)
- Florida Panthers (2019-)

Wychowanek Mietałłurga Nowokuźnieck. Od maja 2010 zawodnik Philadelphia Flyers, w którym rozegrał dwa sezony. Od czerwca 2012 roku zawodnik Columbus Blue Jackets. Od września 2012 roku na okres lokautu w sezonie NHL (2012/2013) związany kontraktem z klubem CSKA Moskwa. W klubie występował do początku stycznia 2013 roku, po czym powrócił do klubu w NHL. W połowie 2013 przedłużył kontrakt z klubem Columbus Blue Jackets o dwa lata. Od lipca 2019 zawodnik Florida Panthers, związany siedmioletnim kontraktem.
Uczestniczył w turniejach zimowych igrzysk olimpijskich 2014, mistrzostw świata 2014, 2015, 2016, Pucharu Świata 2016. W składzie reprezentacji Rosyjskiego Komitetu Olimpijskiego (ang. ROC) brał udział w turnieju MŚ edycji 2021.

## Sukcesy

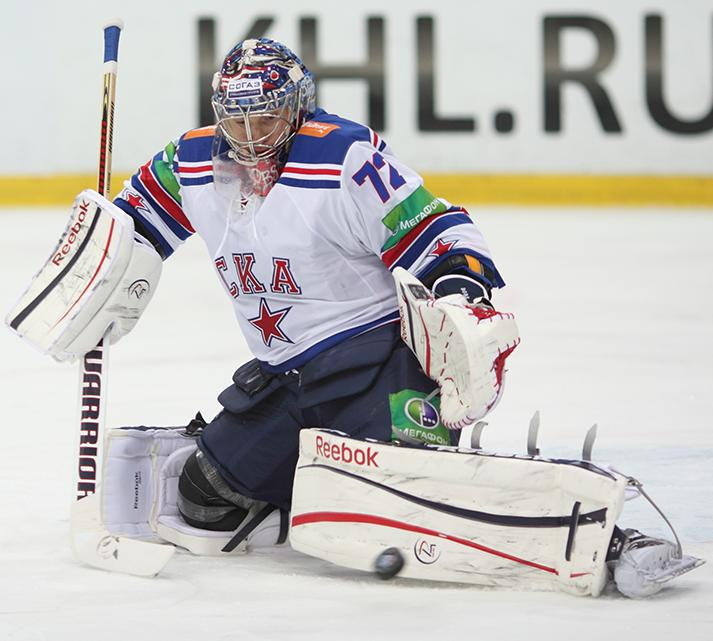
Siergiej Bobrowski w barwach SKA Sankt Petersburg (2012)

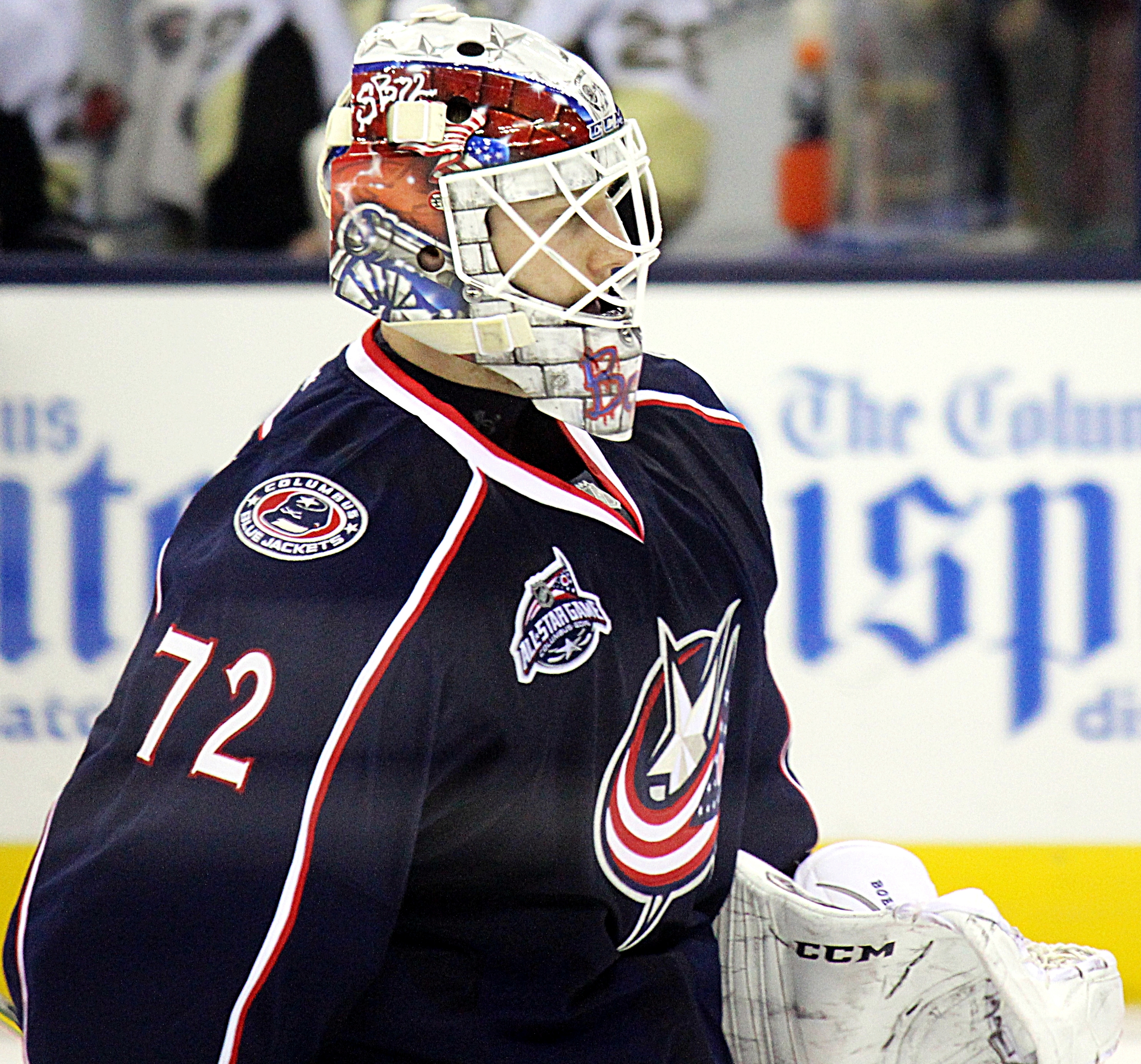
Siergiej Bobrowski w barwach Columbus Blue Jackets (2014)

Reprezentacyjne
- Brązowy medal mistrzostw świata juniorów do lat 20: 2008
- Złoty medal mistrzostw świata: 2014
- Brązowy medal mistrzostw świata: 2016

Klubowe
- Srebrny medal MHL: 2010 z Kuznieckimi Miedwiedami Nowokuźnieck

Indywidualne
- Mistrzostwa Świata Juniorów w Hokeju na Lodzie 2008/Elita:
  - Jeden z trzech najlepszych zawodników reprezentacji
- NHL (2010/2011):
  - Najlepszy pierwszoroczniak miesiąca - listopad 2010
- KHL (2012/2013):
  - Piąte miejsce w klasyfikacji średniej goli straconych na mecz w sezonie zasadniczym: 1,94
  - Piąte miejsce w klasyfikacji meczów bez straty gola w sezonie zasadniczym: 4
- NHL (2012/2013):
  - Trzecia gwiazda miesiąca - marzec 2013
  - Drugie miejsce w klasyfikacji skuteczności interwencji w sezonie zasadniczym: 93,2%
  - Czwarte miejsce w klasyfikacji średniej goli straconych na mecz w sezonie zasadniczym: 2,00
  - Trofeum Vezina - najlepszy bramkarz sezonu (jako pierwszy Rosjanin w historii)[6]
  - Pierwszy skład gwiazd[7]
- Hokej na lodzie na Zimowych Igrzyskach Olimpijskich 2014 – turniej mężczyzn:
  - Trzecie miejsce w klasyfikacji skuteczności interwencji w turnieju: 95,24%
  - Trzecie miejsce w klasyfikacji średniej straconych goli na mecz w turnieju: 1,15
  - Trzecie miejsce w klasyfikacji liczby straconych goli w turnieju: 3
- Mistrzostwa Świata w Hokeju na Lodzie 2014/Elita:
  - Pierwsze miejsce w klasyfikacji skuteczności interwencji w turnieju: 95,03%
  - Pierwsze miejsce w klasyfikacji średniej straconych goli na mecz w turnieju: 1,13
  - Drugie miejsce w klasyfikacji meczów bez straty gola w turnieju: 2
  - Najlepszy bramkarz turnieju[8]
- Mistrzostwa Świata w Hokeju na Lodzie 2015/Elita:
  - Pierwsze miejsce w klasyfikacji liczby obronionych strzałów w turnieju: 202[9]
  - Jeden z trzech najlepszych zawodników reprezentacji na turnieju[10]
- Mistrzostwa Świata w Hokeju na Lodzie 2016/Elita:
  - Piąte miejsce w klasyfikacji skuteczności interwencji: 93,12%[11]
  - Czwarte miejsce w klasyfikacji średniej goli straconych na mecz: 1,73
  - Jeden z trzech najlepszych zawodników reprezentacji w turnieju[12]
- Występ w Meczu Gwiazd NHL w sezonie  2016-2017

Wyróżnienie
- Zasłużony Mistrz Sportu Rosji w hokeju na lodzie (2014)

Odznaczenie
- Order Honoru (2014)[13]